# Bazylika Wniebowzięcia Najświętszej Maryi Panny i św. Mikołaja w Bolesławcu
Kościół Wniebowzięcia Najświętszej Maryi Panny i Świętego Mikołaja w Bolesławcu – rzymskokatolicki kościół parafialny mieszczący się w Bolesławcu przy ulicy Kościelnej.

## Historia
Parafialny kościół w miejscu obecnego istniał w połowie XIII wieku. W roku 1429 w wyniku najazdu husytów i spowodowanego przez nich pożaru świątynia spłonęła. W 1432 lub 1442 rozpoczęto budowę nowego kościoła na podwalinach wcześniejszego, pierwsza rozbudowała miała miejsce już w latach 1482-1492, późniejsza w XVI wieku. W 1642 świątynia uległa częściowemu zniszczeniu, odbudowano ją w drugiej połowie XVII wieku pod kierunkiem Giulio Simonettiego, drobne zmiany trwały do połowy XVIII wieku.

## Architektura
Jest to budowla kamienna z gotycką halą i trójnawowym prezbiterium, która została stworzona przez łużycko-saski warsztat budowlany. Elementy wnętrza częściowo z XVI wieku (Kaplica Krzyża Świętego - 1517). Po pożarze w 1642 roku wnętrza otrzymały wystrój barokowy według projektu Giulio Simonettiego. W rzeźbionym ołtarzu głównym dłuta Jerzego Leonhardta Webera scena Wniebowzięcia NMP z postaciami świętych. Na uwagę zasługują dwa z barokowych ołtarzy bocznych św. Barbary (z chrzcielnicą z 1727 roku) i św. Katarzyny (z XVII-wiecznymi obrazami). W murze zewnętrznym znajdują się liczne XVI- i XVII-wieczne epitafia, m.in.:
- Sigmunda von Bibrana, zm. w 1575. Przy lewej kolumnie jońskiiej herby od góry von: Zedlitz, Nostitz, Sack, Stosch, Thadder, Braun. Nad grupą osób z Jezusem (od lewej) herby dziadków von: Bibran (ojca ojca), Loss (matki ojca), Braun (ojca matki), Nostitz (matki matki) ; przy prawej kolumnie jońskiiej herby od góry von: Knobelsdorf, Scharffenohet, Nechlern, Rechenberg, Glaubitz, Unruhe[3].

Przy wejściach do świątyni od wieków stoją rzeźby świętych, przeniesione z różnych miejsc miasta. Ścianę południową oprócz epitafiów zdobi zegar słoneczny z 1907 roku. Na 55-metrowej wieży znajduje się 1002 kg dzwon Panny Marii. 
7 października 2012 kościół został podniesiony do godności bazyliki mniejszej. Od września 2017 roku trwały prace związane z renowacją elewacji świątyni.

## Organy
Pierwsze organy w tym kościele wybudował organmistrz Jan Lange prawdopodobnie u schyłku XVI i na początku XVII wieku. W roku 1709 zastąpiono je instrumentem wykonanym przez mistrza Gotfryda Eberharda. W roku 1904 firma Schlag & Söhne ze Świdnicy wybudowała nowe organy jako opus 688. Wyposażone zostały w 25 głosów, dwa manuały i sekcję pedałową. Potem prawdopodobnie dodano jeden głos, gdyż obecnie jest ich 26.
Dyspozycja instrumentu:
| Manuał I                     | Manuał II                  | Pedał                 |
| ---------------------------- | -------------------------- | --------------------- |
| 1. Trompete 8'               | 1. Vox coelestis 8’        | 1. Principal-Bass 16’ |
| 2. Prinzipal 8'              | 2. Lieblich Gedect 16’     | 2. Violon 16'         |
| 3. Gambe 8'                  | 3. Flötenprincipal 8'      | 3. Violoncello 8'     |
| 4. Hohlflöte 8'              | 4. Portunal 8'             | 4. Subbass 16         |
| 5. Gemshorn 8’               | 5. Travers Flöte 4'        | 5. Octavbass 8'       |
| 6. Bordun 16’                | 6. Aeoline 8'              | 6. Posaune 16'        |
| 7. Hohlflöte 4'              | 7. Gedect 8'               |                       |
| 8. Octave 4'                 | 8. Quinte 2 2/3            |                       |
| 9. Quinte 2 2/3' + Octave 2' | 9. Principal 4’            |                       |
| 10. Mixtur 3-4 fach          | 10. Progres harmon 2-3fach |                       |

## Galeria

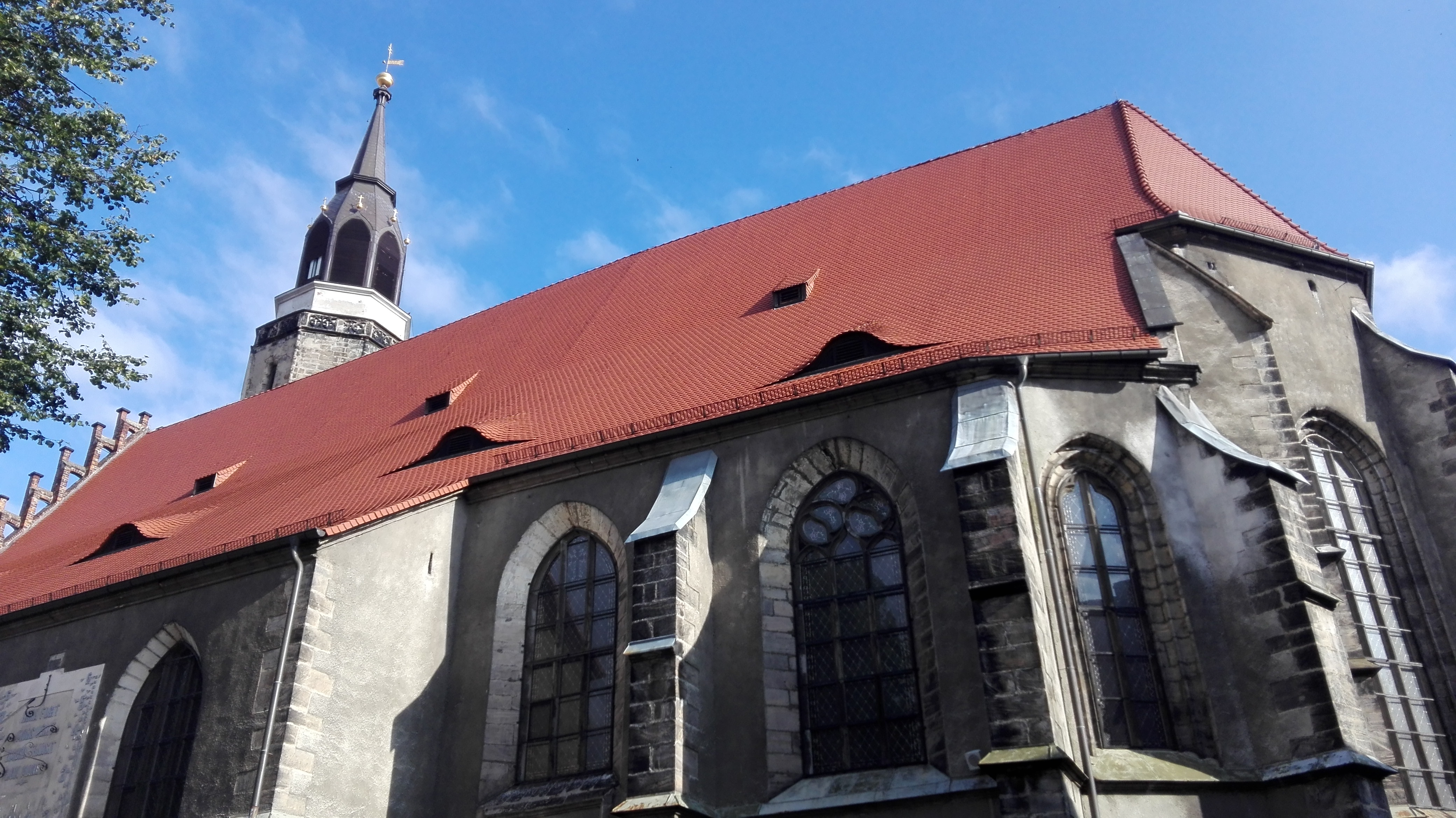
Przed remontem elewacji
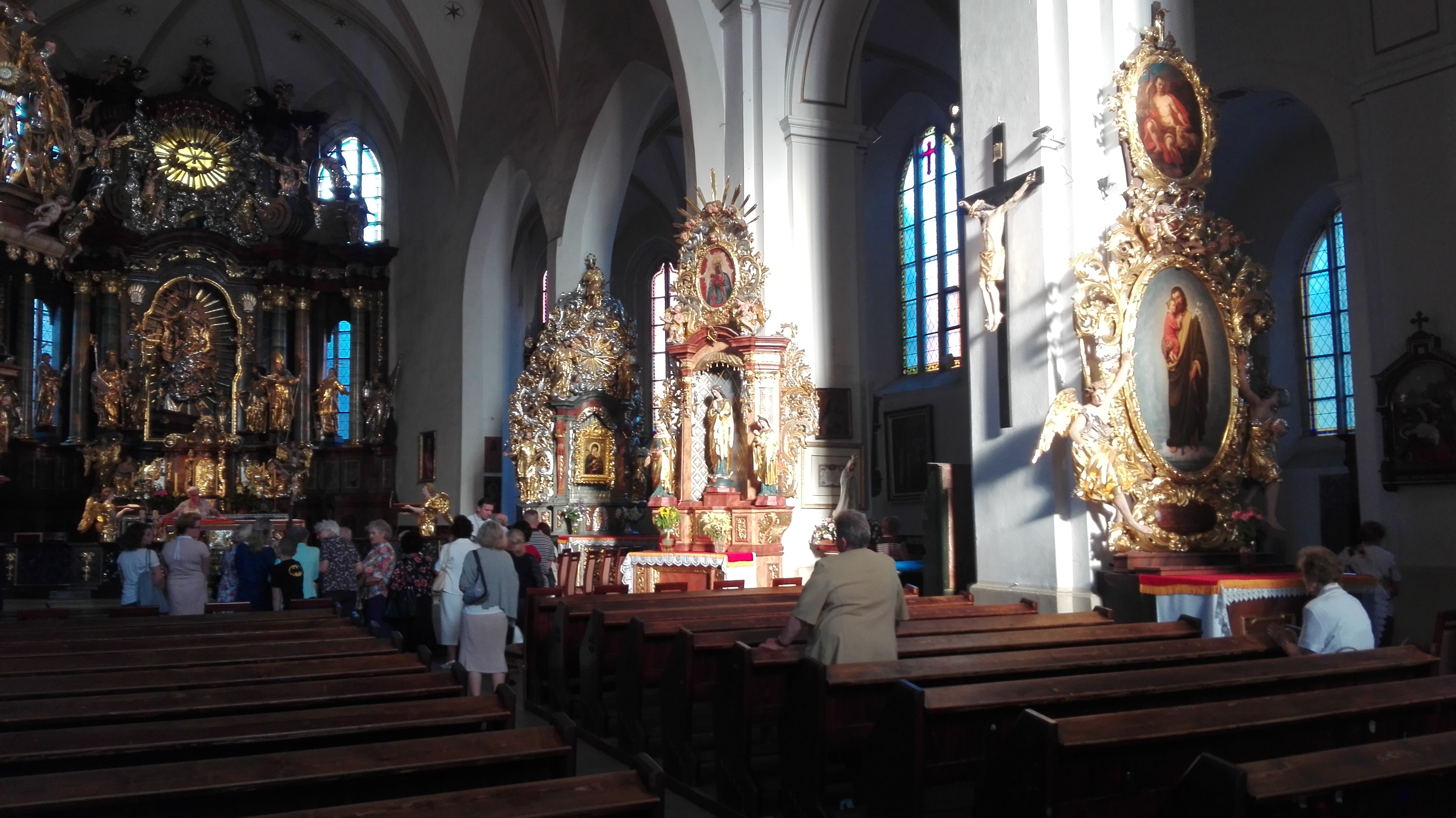
Wnętrze bazyliki
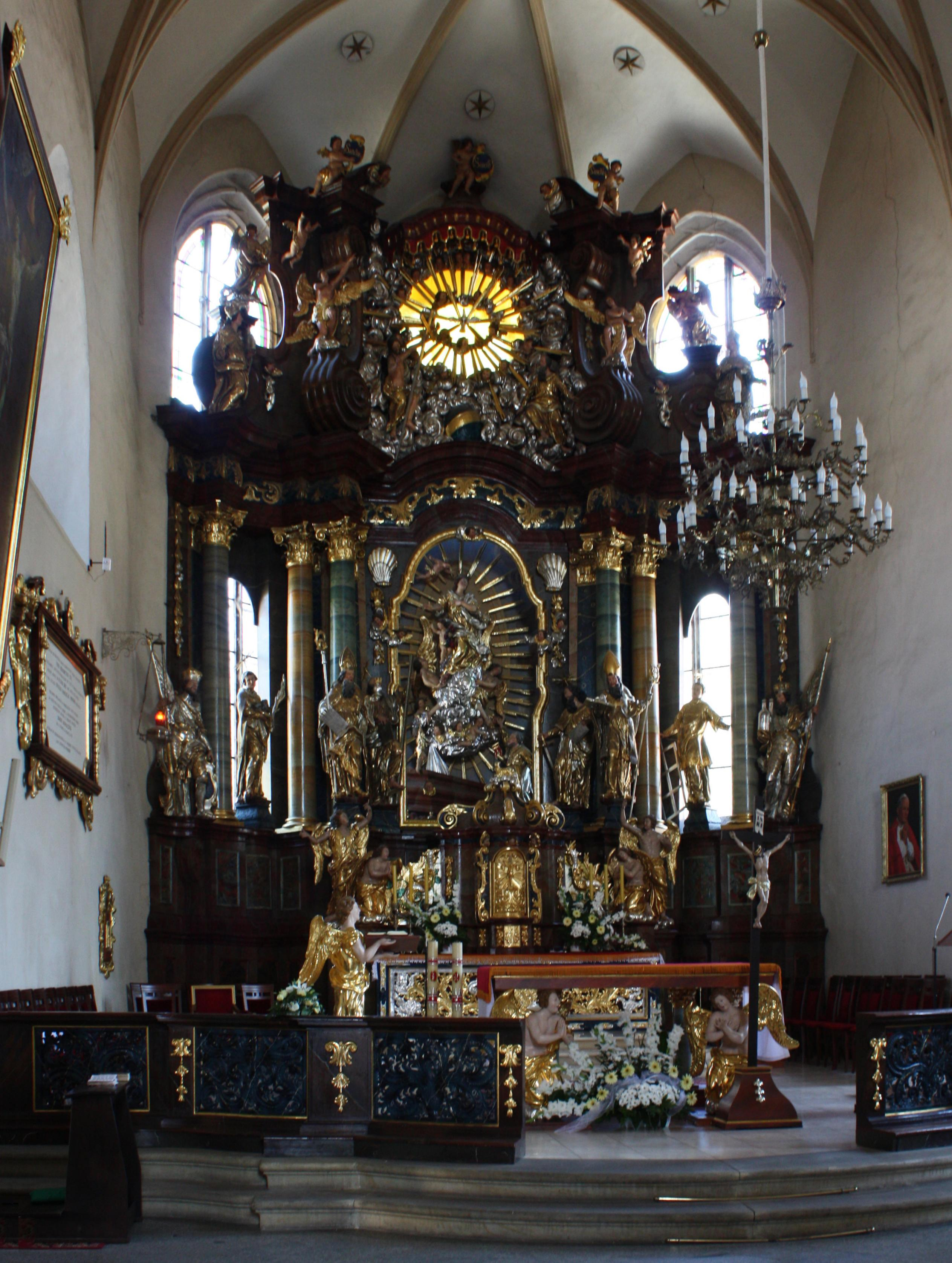
Ołtarz główny
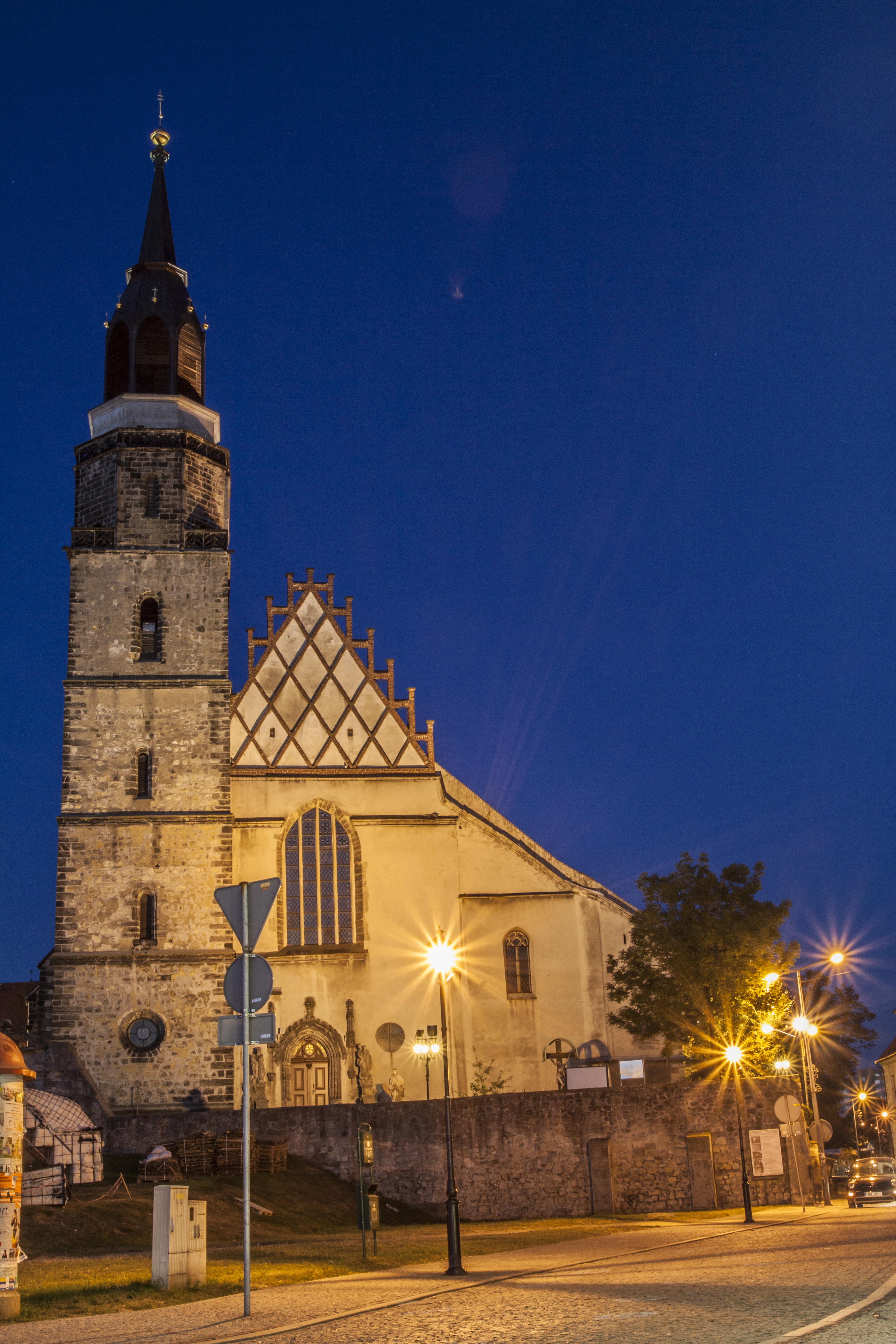
Bazylika nocą
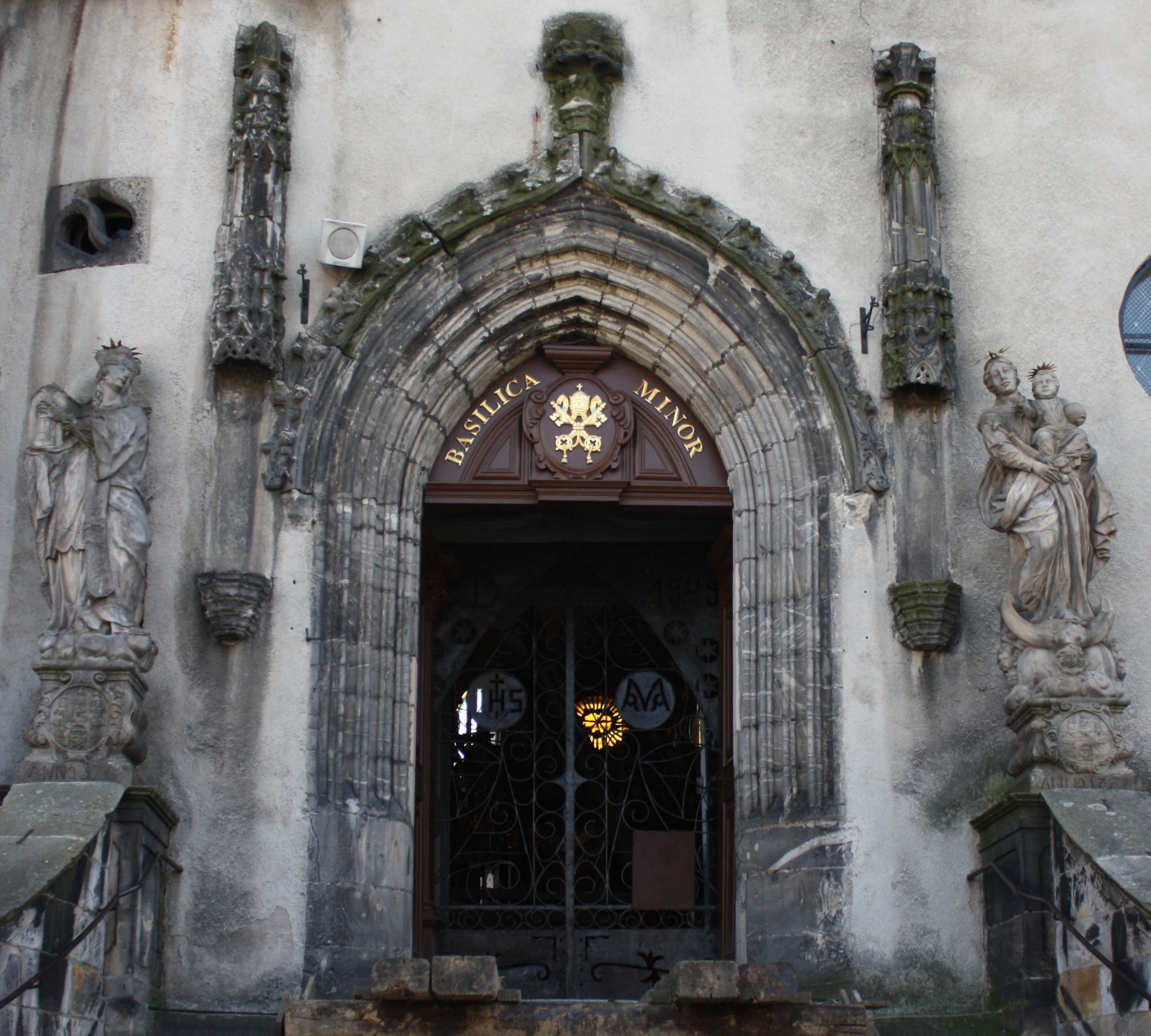
Portal zachodni